# Ramal C32 del Ferrocarril Belgrano
El Ramal C32 pertenece al Ferrocarril General Belgrano, Argentina.

## Ubicación
Se halla íntegramente en la provincia de Chaco, dentro del departamento San Fernando.

## Características
Es un ramal de la red de trocha angosta del Ferrocarril General Belgrano, cuya extensión es de pocos km<ref> que empalma con el Ramal F en Apeadero Mosconi.
Concretamente, se desarrolla entre el enlace Km. 984+202 del ramal C3 a Puerto Barranqueras.